# Carlo Lombardi
Carlo Lombardi (2 de enero de 1900-21 de marzo de 1984) fue un actor teatral, cinematográfico y televisivo de nacionalidad italiana.

## Biografía
Nacido en Lucca, Italia, debutó como actor teatral en su juventud, pasando los primeros años de la década de 1920 en la compañía artística dirigida por Guglielmo Giannini, actuando en compañía de Emma Gramatica. Posteriormente fue primer actor en la compañía de Luigi Carini y Antonella Petrucci, trabajando más adelante con Camillo Pilotto y Kiki Palmer.
En 1930 fue contratado por Jack Salvatori para versionar filmes americanos en lengua italiana, tarea que en la época se llevaba a cabo en la Paramount Pictures en Joinville, Francia, cerca de París.
La compañía Cines, en 1932, le ofreció un contrato para rodar una serie de películas en sus estudios en Roma, haciendo papeles de reparto. En esa época conoció, en un estudio de doblaje, a la actriz Nella Maria Bonora, con la que se casó al poco tiempo, aunque el matrimonio no duró mucho.
A finales de la década de 1930 trabajó para la radio, actuando en Radio Roma, en el Ente Italiano per le Audizioni Radiofoniche (EIAR) y en la Radiotelevisione Italiana (RAI), y también colaboró con la recién formada televisión nacional, tanto en obras teatrales como en series televisivas, entre ellas Una tragedia americana, dirigida en 1962 por Anton Giulio Majano.
Carlo Lombardi falleció en Roma, Italia, en 1984.

## Filmografía
| - Il richiamo del cuore, de Jack Salvatori (1930) - La riva dei bruti, de Mario Camerini (1930) - La donna bianca, de Jack Salvatori (1930) - L'uomo dell'artiglio, de Nunzio Malasomma (1931) - Pergolesi, de Guido Brignone (1932) - Il dono del mattino, de Enrico Guazzoni (1932) - Zaganella e il cavaliere, de Gustavo Serena (1932) - Giallo, de Mario Camerini (1933) - La serva padrona, de Giorgio Nannini (1934) - La signora di tutti, de Max Ophüls (1934) - L'anonima Roylott, de Raffaello Matarazzo (1936) - Scipione l'Africano, de Carmine Gallone (1937) - L'ultima nemica, de Umberto Barbaro (1938) - Duetto vagabondo, de Guglielmo Giannini (1938) - Mille lire al mese, de Max Neufeld (1938) - Ballo al castello, de Max Neufeld (1939) - Stella del mare, de Corrado D'Errico (1939) - Lotte nell'ombra, de Domenico Gambino (1939) - Traversata nera, de Domenico Gambino (1939) - Il sogno di Butterfly, de Carmine Gallone (1939) - Una moglie in pericolo, de Max Neufeld (1939) - Torna, caro ideal!, de Guido Brignone (1939) - La prima donna che passa, de Max Neufeld (1940) - L'attore scomparso, de Luigi Zampa (1941) - L'amante segreta, de Carmine Gallone (1941) - Il pozzo di miracoli, de Gennaro Righelli (1941) - Luce nelle tenebre, de Mario Mattoli (1941) - Fari nella nebbia, de Gianni Franciolini (1942) - La principessa del sogno, de Roberto Savarese (1942) - Acque di primavera, de Nunzio Malasomma (1942) - La vispa Teresa, de Mario Mattoli (1943) - La primadonna, de Ivo Perilli (1943) - La freccia nel fianco, de Alberto Lattuada (1943) - Il cappello da prete, de Ferdinando Maria Poggioli (1943) - Un uomo ritorna, de Max Neufeld (1946) - Il tiranno di Padova, de Max Neufeld (1946) | - Sangue a Ca' Foscari, de Max Calandri (1946) - La gondola del diavolo, de Carlo Campogalliani (1946) - La signora dalle camelie, de Carmine Gallone (1947) - L'isola del sogno, de Enzo Romani (1947) - Il barone Carlo Mazza, de Guido Brignone (1948) - Torna Napoli, de Domenico Gambino (1949) - Marechiaro, de Giorgio Ferroni (1949) - Il nido di falasco, de Guido Brignone (1950) - Processo contro ignoti, de Guido Brignone (1952) - In amore si pecca in due, de Vittorio Cottafavi (1953) - Capitan Fantasma, de Primo Zeglio (1953) - L'orfana del ghetto, de Carlo Campogalliani (1954) - La Luciana, de Domenico Gambino (1954) - Allegro squadrone, de Paolo Moffa (1954) - La regina Margot, de Jean Dréville (1954) - La cortigiana di Babilonia, de Carlo Ludovico Bragaglia (1955) - Il conte Aquila, de Guido Salvini(1955) - Accadde tra le sbarre, de Giorgio Cristallini (1955) - Adriana Lecouvreur, de Guido Salvini(1955) - Le schiave di Cartagine, de Guido Brignone (1956) - Amaramente, de Luigi Capuano (1956) - Guaglione, de Giorgio Simonelli (1957) - Amarti è il mio destino, de Ferdinando Baldi (1957) - Solo Dio mi fermerà, de Renato Polselli (1957) - Dinanzi a noi il cielo, de Roberto Savarese (1957) - La chiamavano capinera, de Piero Regnoli (1957) - El Alamein, de Guido Malatesta (1957) - Un amore senza fine, de Mario Terribile (1958) - Le cameriere, de Carlo Ludovico Bragaglia (1959) - Fantasmi e ladri, de Giorgio Simonelli (1959) - La battaglia di Maratona, de Bruno Vailati (1959) - Lo sparviero dei Caraibi, de Piero Regnoli (1961) - I due della legione, de Lucio Fulci (1962) - Gli onorevoli, de Sergio Corbucci (1963) - Brenno, il nemico di Roma, de Giacomo Gentilomo (1963) - D'Artagnan contro i tre moschettieri, de Fulvio Tului (1963) |

## Actuaciones televisivas
- Lorenzaccio, de Alfred de Musset, dirección de Mario Ferrero, con Paolo Carlini, Bianca Toccafondi y Carlo Lombardi, 19 de noviembre de 1954.
- Il cavaliere senza armatura, dirección de Guglielmo Morandi, con Jolanda Verdirosi, Carlo D'Angelo y Carlo Lombardi, 18 de enero de 1957.
- La taglia, dirección de Guglielmo Giannini, con Carlo Lombardi, Silvio Spaccesi y Mario Siletti, 11 de abril de 1959.
- Casa paterna, de Hermann Sudermann, dirección de Mario Landi, con Gianni Santuccio, Fosco Giachetti y Carlo Lombardi, 15 de febrero de 1960.
- Una tragedia americana (1962)